# Apanatge
L'apanatge és l'assignació de terres, títols o càrrecs a un infant que no és hereu, feta pel sobirà per tal d'assegurar-li unes rendes d'acord amb el seu rang.
Fou establert al Regne de França per tal de garantir un mitjà de vida als fills i filles de la família reial de França, perquè a causa del sistema de progenitura no obtindrien ni herència ni rendes. L'Ordenança dels Molins de 1566 feu inalienable els apanatges reials, de tal manera que les terres, títols o càrrecs retornaven més tard o més d'hora a la Corona. El sistema fou abolit durant la Revolució Francesa i transitòriament restablert entre 1810 i 1832.